# 公孫龍子

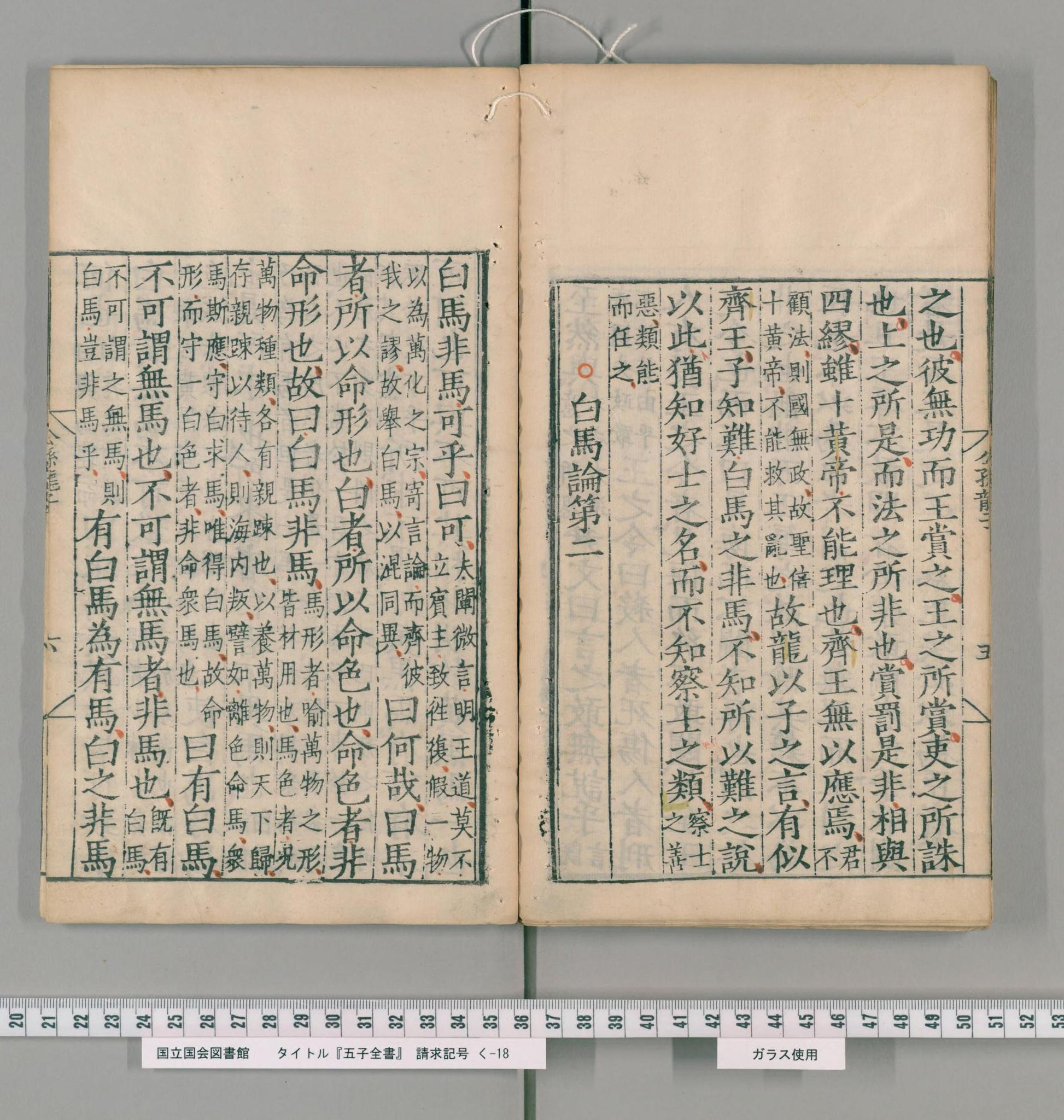
明末の叢書に収録された『公孫龍子』

『公孫龍子』（慣用音: こうそんりゅうし、漢音: こうそんりょうし、拼音: Gōngsūnlóngzǐ、『公孫竜子』とも）は、古代中国戦国時代の書物。諸子百家の名家の公孫龍の「白馬非馬論」などを伝える。全6篇。

## 篇
1. 跡府
2. 白馬論
3. 指物論
4. 通変論（通變論）
5. 堅白論
6. 名実論（名實論）

現代の学者によって順番が入れ替えられることもある。この順番は道蔵本による。

## 成立・伝来
現行本の成立年代や偽書の可能性については、加地伸行によれば、戦国時代当時の真作であるというのが定説である。ただし、跡府篇はその体裁や内容から、公孫龍本人ではなく門弟（公孫龍後学）の思想を伝えるものとされる。
『漢書』芸文志には『公孫龍子』14篇とあるが、南宋の『直斎書録解題』で6篇に減少し、現行本も6篇からなる。
『隋書』経籍志には、『公孫龍子』が載っていない代わりに『守白論』1巻という書物が道家類に載っている。また南宋の『通志略』には、名家類の『公孫龍子』とは別に、道家論類に『守白論』が載っている。「守白論」「守白之論」という言葉は、『荘子』天下篇の成玄英疏や『公孫龍子』跡府篇において公孫龍に帰されることから、この『守白論』が『公孫龍子』と同一（または関連する）書物であるとする推定もある。

## 内容・受容
前近代においては、意味不明な奇説・邪説を説く悪書として、長らく悪評高かった。しかし清代の考証学の時代になると、従来の悪評は過剰とみなされるようになった。近代以降は、『墨子』墨弁と並ぶ「中国論理学」の文献として注目・高評価されるようになり、前近代までと一転して盛んに研究されるようになった。
『公孫龍子』は極めて難解な文献であり、伝存状態も悪く、また『論語』にとっての集注にあたるような、伝統的に読まれた注釈書も無い。そのような事情から、『公孫龍子』の訳注は大抵、学者各人の仮説に基づく試論的な訳注になっている。